# ريكس شيلي
ريكس شيلي هو مهندس وكاتب ماليزي، ولد في 27 نوفمبر 1930 في سنغافورة، وتوفي بنفس المكان في 21 أغسطس 2009 بسبب سرطان الرئة.